# Cyril Lignac
Pour les articles homonymes, voir Lignac (homonymie).
Cyril Lignac est un chef cuisinier, pâtissier et animateur de télévision français, né le 5 novembre 1977 à Rodez (Aveyron),.
Il est chef et propriétaire des restaurants parisiens Le Chardenoux (11e), Aux Prés (6e), Bar des Prés (6e et 8e), Dragon (6e) et Le Bar (6e). 2021 voit l’ouverture de son premier restaurant à l’étranger : Bar des Prés Mayfair (Londres). Il ouvre en 2024 un Bar des Prés à Dubaï. Parallèlement, il est chef pâtissier et propriétaire de La Pâtisserie Cyril Lignac (Paris 6e, 11e, 15e, 16e, 17e et Saint-Tropez) et La Chocolaterie Cyril Lignac (Paris 11e).
Il a été chef-propriétaire du restaurant gastronomique Le Quinzième (1 étoile Michelin) dans le 15e arrondissement de Paris jusqu'à sa fermeture en juillet 2019. Celui-ci fut transformé en Ischia jusqu'à sa reprise en janvier 2025.
Il est animateur dans de nombreux programmes culinaires sur la chaîne M6 et est auteur de livres de recettes chez Hachette Pratique et aux Editions de La Martinière principalement. En 2012, un sondage le consacre « Chef préféré à la télévision » en France. En 2019, il fait partie des trois chefs français les plus suivis sur Twitter. En janvier 2025, il compte 3,4 millions d'abonnés sur son compte Instagram.
Depuis mars 2020, il anime l'émission Tous en cuisine en quotidienne sur M6. Il présente aussi des mini-chroniques culinaires à la radio sur RTL, dans RTL Matin, depuis septembre 2020.

## Biographie

### Carrière
Après son apprentissage au lycée hôtelier Saint-Joseph à Villefranche-de-Rouergue, au cours duquel il a travaillé chez la cheffe étoilée Nicole Fagegaltier, Cyril Lignac rejoint la brigade du chef Alain Passard à L'Arpège à Paris en 2000, et poursuit sa formation en 2001 auprès des chefs Jacques et Laurent Pourcel au Jardin des Sens et à La Maison Blanche à Montpellier. En 2002, il rejoint la pâtisserie de Pierre Hermé, puis devient sous-chef en pâtisserie du restaurant La Grande Cascade (Paris-Bois de Boulogne) auprès du chef Alain Ducasse.
En 2005, il ouvre son restaurant gastronomique Le Quinzième à Paris et, à cette occasion, permet à la chaîne télévisuelle française M6 de suivre la création et l'ouverture de son établissement dans l'émission en cinq épisodes Oui Chef ! dont Cyril Lignac est l'acteur central. L'émission filme durant plusieurs mois les travaux et les aménagements  du restaurant ainsi que les débuts de son équipe. Cyril Lignac met aussi en avant son engagement pour la formation d'une dizaine de jeunes sans expérience dans la restauration.
En 2008, il reprend le bistrot Le Chardenoux, inscrit comme monument historique.
En janvier 2010, Cyril Lignac tourne la première saison de Top Chef dans l'ancienne usine Clacquesin. Il en est un des membres du jury. Il participera au tournage des quatre saisons suivantes au studio des Lilas.
En 2011, il reprend le restaurant emblématique Le Claude Sainlouis, qu'il rebaptise Aux Prés. La même année, il crée avec le chef pâtissier Benoit Couvrand La Pâtisserie Cyril Lignac dans le 11ᵉ arrondissement.
Le 27 février 2012, son restaurant Le Quinzième reçoit sa première étoile au Guide Michelin. Il fermera ses portes après 15 ans d'exercice.
En 2013, il ouvre une deuxième pâtisserie dans le 16e arrondissement de Paris.
2015 voit l'ouverture de deux nouvelles pâtisseries, la première située rue de Sèvres dans le 6e arrondissement et la seconde boulevard Pasteur dans le 15e arrondissement.
Le 22 mars 2016, il ouvre La Chocolaterie Cyril Lignac à proximité de sa première pâtisserie dans le 11e arrondissement de Paris.
Parallèlement, il ouvre le restaurant Bar des Prés dans le 6e arrondissement de Paris.
Le 18 février 2017, il ouvre une nouvelle boutique La Pâtisserie Cyril Lignac dans le 17e arrondissement, en plein cœur du marché Poncelet.
En 2019, il ouvre le bar à cocktails Le Bar.
En mars 2020, lors de la mise en place du confinement, il réalise des lives sur Instagram pour montrer des recettes. À la suite du succès de ces lives, il anime l'émission Tous en cuisine, qui devient quotidienne sur M6. Il cuisine en duplex, avec Jérôme Anthony qui assure la co-animation et des invités anonymes ou connus qui reproduisent sa recette du jour. La quotidienne rencontre très vite le succès, jusqu’à 2,5 millions de téléspectateurs étaient rassemblés chaque jour sur M6, un score bien supérieur à la moyenne. Le programme revient à l'antenne régulièrement.
En 2021, il ouvre son premier restaurant à l'étranger, Bar des Prés Mayfair en plein cœur de Londres.
Parallèlement à Paris, il ouvre Ischia en lieu et place du Quinzième. Celui-ci fermera ses portes en janvier 2025.
En 2022, il ouvre sa première boutique La Pâtisserie Cyril Lignac en dehors de Paris, à Saint-Tropez.
En 2023, il ouvre le restaurant : Dragon.
En 2024, Bar des Prés s'installe rive droite, dans le très chic quartier Montaigne, et à Dubaï.
Saint-Tropez accueille sa deuxième boutique, La Pâtisserie Cyril Lignac, au cœur du village historique.

### Vie privée
En juin 2012, il est en couple avec la journaliste Marie Drucker,.
Il est en couple avec Sophie Marceau entre janvier et novembre 2016.
D'avril à octobre 2017, il est le compagnon de Mélanie Doutey.
Depuis plusieurs années, il partage la vie de Déborah. En 2022, le couple a accueilli un petit garçon prénommé Léo.

## Émissions de télévision

### Émissions culinaires
Cyril Lignac est repéré par la productrice Bibiane Godfroid, qui a racheté les droits de l'émission Jamie's Kitchen présentée par Jamie Oliver sur la chaîne britannique Channel 4.
Il présente plusieurs émissions et y participe, surtout sur M6, dans différents formats (magazines, concours culinaire, docu-réalité) : 

#### Participations
- 2005 : Oui chef ! (Docu-réalité sur M6)
- 2010 - 2014 : Top Chef (M6)
- 2015 : Le Meilleur Pâtissier : Le Trophée de Noël (M6)
- 2016 - 2019 : Le Meilleur Pâtissier, spécial célébrités (M6)
- 2018 : Le Meilleur Pâtissier, spécial fêtes (M6)

#### Présentateur et / ou chroniqueur
- 2005-2008 : Chef, la recette ! (M6)
- 2007 - 2010 : Vive la cantine ! (M6)
- 2009 : Le chef contre-attaque (M6)
- 2010-2011 : Miam : Mon invitation à manger (M6)
- 2011 - 2014 : 100 % mag (M6)
- Depuis 2012 : Le Meilleur Pâtissier (M6)
- 2012 - 2013 : Le Chef en France (M6 et 6ter)
- 2014 : Gaspillage alimentaire, les chefs contre-attaquent (M6)
- 2015 : Made in France, les chefs contre-attaquent, les solutions (M6)
- 2016 - 2019 : Sucrément bon (Téva)[20]
- 2017 - 2018 : Les Rois du gâteau (M6)
- 2019 : Chef contre Chef (M6)
- Depuis 2020 : Tous en cuisine, en direct avec Cyril Lignac (M6)
- 2021 : Mon gâteau est le meilleur de France (M6)
- 2022 : L'Académie des gâteaux de Cyril Lignac (M6)
- 2024 : Ma recette est la meilleure de France (M6)

## Publications
Cyril Lignac a signé une quarantaine de livres de recettes, notamment Saison et Fait Maison. De 2007 à 2011, il est conseiller éditorial du magazine culinaire bimestriel Cuisine by, édité par Paper Box. 
- Cuisine attitude, 2005.
- Génération chef, 2006.
- La cuisine de mon bistrot, 2010.
- C'est moi qui cuisine... Oui chef!, 2011.
- En cuisine : 200 recettes pour tous les jours, 2011.
- Bistro Cooking, 2013.
- La Pâtisserie, 2017.
- Saisons, 2019.
- Histoires de goûts, Robert Laffont, 2020.
- Fait Maison : 45 recettes du quotidien rapides et faciles :
  - Numéro 1, 2020 ;
  - Numéro 2, 2020 ;
  - Numéro 3, 2020 ;
  - Numéro 4, 2021 ;
  - Numéro 5 Spécial pâtisserie, 2021 ;
  - Numéro 6 Spécial fêtes, 2022 ;
  - Numéro 7 Spécial "à partager", 2023.
  - Numéro 8, 2024

## Filmographie
- 2007 : Ratatouille de Brad Bird : Lalo (voix)
- 2013 : L'Île des Miam-nimaux : Tempête de boulettes géantes 2 de Cody Cameron et Kris Pearn : Manny (voix)
- 2022 : Scènes de ménages (soirée 35 ans M6 : tous en scène !)

## Distinctions
Le 11 mai 2009, Michel Barnier lui remet la décoration de chevalier de l'ordre du Mérite agricole.
En mars 2012, son restaurant Le Quinzième obtient sa première étoile au Guide Michelin et il est élu chef de l'année par le magazine GQ.
Le 14 janvier 2016, il se voit remettre par la maire de Paris, Anne Hidalgo, la plus haute distinction municipale, la médaille Grand Vermeil de la Ville de Paris.

## Parrainage
En 2008, Cyril Lignac est choisi pour parrainer l'opération « Un fruit pour la récré » du ministère de l’Agriculture, un programme de distribution gratuite de fruits dans les écoles primaires et secondaires en France, effectué dans le cadre du Programme national pour l'alimentation.
Le 7 juin 2017, Cyril Lignac devient le parrain de promotion avec Angelo Musa à l'occasion de la remise des Diplômes à l'institut Le Cordon Bleu Paris.